# Harpagornis moorei
L'àguila de Haast (Harpagornis moorei) és una espècie extinta d'au falconiforme de la família Accipitridae que habitava Nova Zelanda. Després de l'extinció dels teratornítids (grans aus carronyeres de l'època glacial, que van viure a Amèrica i eren parents dels còndors), l'àguila de Haast es va convertir en la major au rapaç del món. Es creu que els maoris l'anomenaven pouakai o hokioi. Era una rapaç enorme; les femelles d'àguila de Haast pesaven entre 10 i 15 kg i els mascles, de 9 a 10 kg. Tenien una envergadura alar d'uns 3 metres, la qual és poca si es considera la grandària que tenien, però això els va permetre caçar en àrees boscoses. Aquesta au depredadora s'alimentava d'altres espècies d'aus no voladores, principalment de les moes. Els primers habitants que es van establir a Nova Zelanda no només van caçar les moes sinó també les àguiles de Haast, portant a ambdues espècies a la seva extinció. Aquesta au va ser classificada per Julius von Haast, qui la va anomenar Harpagornis moorei, després que George Henry Moore trobés ossos d'aquesta espècie a les seves terres.
S'extingí després que les seves preses principals, les moes, fossin erradicades pels primers maoris a arribar a Nova Zelanda.